# Maculonaclia brevipenis
Maculonaclia brevipenis là một loài bướm đêm thuộc phân họ Arctiinae, họ Erebidae.